# Асклепий
Асклепий (на гръцки: Ασκληπιός, Асклепиос), наричан от древните римляни Ескулап, в древногръцката митология, както и в римскана е бог-лечител. Син е на Аполон от нимфата Коронида или (според Аполодор) от Арсиноя, правнучка на Персей. Според гръко-римската митология е увековечен на звездното небе със съзвездието Змиеносец.

## Митология
Коронида не остава вярна на Аполон (залюбвайки се с някого си Исхий), заради което е убита от него или от сестра му Артемида (Диана), обаче бебето, с което е бременна по това време, оцелява и божеството се погрижва за отглеждането и обучението му, като го дава на кентавъра Хирон. При него Асклепий изучава изкуството да се лекува. Вече натрупал достатъчно опит в лечителството, полубогът е обдарен от богинята Атина с чудотворната кръв на Медуза Горгона, част от която - смъртоносна, а друга - целебна. Използвайки я в комбинация с уменията си, той се прочува, като изкусен лекар и възкресител, но и си навлича гнева на Зевс, който го замеря с мълния и го убива. Понеже Гръмовержецът е получил тези си оръжия от циклопите, отмъщението на Аполон се стоварва върху тях, а за смъртта им Зевс на свой ред го наказва с робство (у цар Адмет от гръцкия град Фере, на когото се задължава 1 година да гледа добитъка).

## Изобразяване
В образа на Асклепий се съчетават хтоническите черти на Земята-лечителка и представата за децата на боговете - герои, които със своята дързост (хюбрис) нарушават равновесието, установено от Олимпийските богове. Най-често той е изобразяван като брадат мъж, в разцвета на силите си, приличащ малко на Зевс. 
Неизменен негов атрибут е жезълът му, обвит от змия (или това е сцепена клечка с навит паразитен червей дракункулоза), понякога заменен от кадуцей – символът на Хермес, който е жезъл с две змии. По-късно негов символ става чаша, обвита със змия – смок мишкар (Coluber aesculapii). Жезълът на Асклепий е изобразен на знамето на Световната здравна организация (СЗО).
Лечителските му способности се олицетворяват (а в митологията - по-скоро се претворяват) и от потомството му. Синове на Асклепий от неговата съпруга Епиона са Подалирий, Телесфор и Махаон. Има и 5 дъщери – богините Хигия („чистота“), Панацея („вселечителка“), Ясо („лечение“), Аглая и Акесо – женски негови еквиваленти.

## Култ
Светилищата посветени на този бог се наричат асклепиони. Най-прочутото e в Древна Гърция и се намира в Епидавър (североизточен Пелопонес), където се стичат за изцеление хората от всички краища на Гърция. Друго известно светилище на Асклепий се намира на о-в Кос, а прочутите в Древността тамошни лекари са се считали за негови наследници. Голям асклепион е разкрит и в Древна Пауталия (сега Кюстендил), останки от подобни светилища са разкрити и на други места на територията на България. Когато някой болен/пациент бивал изцелен, в жертва бил принасян петел (мъжка домашна кокошка).
Епидемията, разразила се в Рим през 293 г. пр.н.е., кара римляните да започнат да го почитат. Негов храм е построен и в Рим, на остров Исола Тиберина сред река Тибър. Днес на негово място се издига болницата „Сан Бартоломео“ в Рим, наречена на апостол Вартоломей.